# Gibberifera hepaticana
Gibberifera hepaticana is een vlinder uit de familie van de bladrollers (Tortricidae). De wetenschappelijke naam van de soort is voor het eerst geldig gepubliceerd in 1994 door Kawabe & Nasu.